# Георги Попов (актьор, 1892)
Вижте пояснителната страница за други личности с името Георги Попов.
Георги Попиванов Георгиев, по-известен като Георги Попов е български актьор.

## Биография
Роден е в Кюстендил на 1 март 1892 г. Гимназиалното си образование завършва в Кюстендил, след което, през 1910 г., започва театралната си дейност в Кюстендилския народен театър. В него играе до 1911 г. През 1911-1912 г. работи в театър „Корона“ на Матей Икономов. От 1918 до 1948 г. работи последователно в Софийски народен театър, Русенски общински театър, Свищовски градски театър, Хасковски градски театър, Колективен театър, театър „Комедия“, Камерен театър, Софийски областен театър, Кюстендилски читалищен театър, Пловдивски общински театър, Софийски популярен театър, Ломски читалищен театър, Видински градски театър, Съвременен театър, Скопски народен театър, Пернишки работнически театър, Шуменски общински театър, Добрички общински театър. Завършва професионалната си кариера в Кюстендилския театър, където играе от 1949 до 1959 г. Почива на 6 октомври 1964 г. в Кюстендил.

## Роли
Георги Попов играе множество роли, по-значимите са:
- Странджата – „Под игото“ на Иван Вазов
- Златил – „Боряна“ на Йордан Йовков
- Актьорът – „На дъното“ на Максим Горки
- Яго – „Отело“ на Уилям Шекспир
- Тартюф – „Тартюф“ на Молиер
- Президентът – „Коварство и любов“ на Фридрих Шилер
- Големанов – „Големанов“ на Ст. Л. Костов[1]